# Sadhappy
I Sadhappy sono  un supergruppo rock statunitense, fondato da Mike Keneally nel 1989. 

## Storia
Nascono prevalentemente come gruppo fusion, date le passate esperienze del bassista Paul Hinklin. La band nel corso degli anni ha subito varie trasformazioni, arrivando ad essere un power trio formato da Evan Schiller, Michael Manring e lo stesso Kennealy.    

## Discografia
- 1992 - Depth Charge
- 1994 - The God, the Bad and the Scary
- 1997 - Good Day Bad Dream
- 2005 - Otherspaces
- 2013 - Outherbasses

## Formazione
- Mike Keneally - chitarra (1989-presente)
- Michael Manring - basso (1989-presente)
- Evan Schiller - batteria (1989-presente)